# Эдви Иллеш, Аладар
Аладар Эдви Иллеш (венг. Edvi Illés Aladár; 25 мая 1870, Пешт, Пешт — 1 июня 1958, Будапешт) — венгерский художник, график, преподаватель университета. Лауреат премии Михая Мункачи (1952). Заслуженный художник Венгерской Народной Республики (1958).

## Биография
Выходец из Пештской ветви старинного дворянского рода Эдви Иллеш, происходившого из комитата Ваш.
С 1888 по 1893 год обучался в Венгерской королевской школе рисования в Будапеште, где его учителями были Берталан Секей и Янош Грегуш, затем с 1893 по 1895 год он учился в Академии Жюлиана в Париже, а после этого изучал английскую акварель в Лондоне. 
С 1903 по 1935 год преподавал в Венгерской королевской школе рисования. С 1891 года он регулярно выставлял свои картины в галерее Мючарнок.
В 1905 году он много путешествовал по Трансильвании, Турции и Нидерландах, где писал картины. Он также работал в художественных колониях в Бая-Маре, Кечкемете, Сентендре и Будапеште.
Похоронен на кладбище Фаркашрети.
Его работы можно найти в Венгерской национальной галерее и Галерее Сомбатхее.